# Tournée de l'équipe des Lions britanniques et irlandais de rugby à XV en 1983
Les Lions britanniques et irlandais, ou plus couramment appelés Lions, se déplacent en Nouvelle-Zélande lors d'une tournée organisée en 1983 avec pour points d'orgue quatre test-matchs contre l'équipe de Nouvelle-Zélande. 
Le capitaine est l'Irlandais Ciaran Fitzgerald. L'équipe en tournée est dirigée par Fran Cotton (manager), et l'Écossais Jim Telfer est l'entraîneur.
Les Lions s'inclinent sur le score de quatre à zéro lors des tests contre les All Blacks. C'est la deuxième fois de leur histoire qu'ils ne remportent aucun test face à cet adversaire, après la tournée de 1966.

## Résultats

### Résultats des rencontres
|          | Date       | Opposition       | Lieu                                   | Résultat | Score |
| -------- | ---------- | ---------------- | -------------------------------------- | -------- | ----- |
| Match 1  | 15 mai     | Wanganui         | Spriggens Park, Wanganui               | Victoire | 15–47 |
| Match 2  | 18 mai     | Auckland         | Eden Park, Auckland                    | Défaite  | 13–12 |
| Match 3  | 21 mai     | Bay of Plenty    | Rotorua International Stadium, Rotorua | Victoire | 16–34 |
| Match 4  | 25 mai     | Wellington       | Athletic Park, Wellington              | Victoire | 19–27 |
| Match 5  | 28 mai     | Manawatu         | The Showgrounds, Palmerston North      | Victoire | 18–25 |
| Match 6  | 31 mai     | Mid Canterbury   | The Showgrounds, Ashburton             | Victoire | 6–26  |
| Match 7  | 4 juin     | Nouvelle-Zélande | Lancaster Park, Christchurch           | Défaite  | 16–12 |
| Match 8  | 8 juin     | West Coast       | Rugby Park, Greymouth                  | Victoire | 16–52 |
| Match 9  | 11 juin    | Southland        | Rugby Park, Invercargill               | Victoire | 3–41  |
| Match 10 | 14 juin    | Wairarapa Bush   | Memorial Park (en), Masterton          | Victoire | 10–57 |
| Match 11 | 18 juin    | Nouvelle-Zélande | Athletic Park, Wellington              | Défaite  | 9–0   |
| Match 12 | 25 juin    | North Auckland   | Okara Park, Whangarei                  | Victoire | 12–21 |
| Match 13 | 28 juin    | Canterbury       | Lancaster Park, Christchurch           | Défaite  | 22–20 |
| Match 14 | 2 juillet  | Nouvelle-Zélande | Carisbrook, Dunedin                    | Défaite  | 15–8  |
| Match 15 | 6 juillet  | Hawke's Bay      | McLean Park, Napier                    | Victoire | 19–25 |
| Match 16 | 9 juillet  | Counties         | Pukekohe Stadium, Pukekohe             | Victoire | 16–25 |
| Match 17 | 12 juillet | Waikato          | Rugby Park, Hamilton                   | Victoire | 13–40 |
| Match 18 | 16 juillet | Nouvelle-Zélande | Eden Park, Auckland                    | Défaite  | 38–6  |

### Résultats en test
| No | Date            | Lieu                                          | Match                                 | Score   | Compétition |
| -- | --------------- | --------------------------------------------- | ------------------------------------- | ------- | ----------- |
| 1  | 4 juin 1983     | Lancaster Park, Christchurch Nouvelle-Zélande | Nouvelle-Zélande – Lions britanniques | 16 – 12 | Test-match  |
| 1  | 18 juin 1983    | Atletic Park, Wellington Nouvelle-Zélande     | Nouvelle-Zélande – Lions britanniques | 9 – 0   | Test-match  |
| 2  | 2 juillet 1983  | Carisbrook, Dunedin Nouvelle-Zélande          | Nouvelle-Zélande – Lions britanniques | 15 – 8  | Test-match  |
| 3  | 16 juillet 1983 | Eden Park, Auckland Nouvelle-Zélande          | Nouvelle-Zélande – Lions britanniques | 38 – 6  | Test-match  |

#### Match 1
| 4 juin 1983 | Nouvelle-Zélande                                          | 16-12 (6-9) | Lions                                                               | Lancaster Park, Christchurch 44 000 spectateurs Arbitre : F Palmade |
| 4 juin 1983 | Essai(s) : Shaw Pénalité(s) : Hewson (3) Drop(s) : Hewson |             | Essai(s) : McLauchlan Pénalité(s) : Campbell (3) Drop(s) : Campbell | Lancaster Park, Christchurch 44 000 spectateurs Arbitre : F Palmade |
| 4 juin 1983 |                                                           |             |                                                                     | Lancaster Park, Christchurch 44 000 spectateurs Arbitre : F Palmade |

| Nouvelle-Zélande Titulaires 15 Allan Hewson 14 Stu Wilson 13 Steven Pokere 12 Warwick Taylor 11 Bernie Fraser 10 Ian Dunn 9 Dave Loveridge 1 John Ashworth 2 Andy Dalton (c) 3 Gary Knight 4 Gary Whetton 5 Andy Haden 6 Mark Shaw 7 Jock Hobbs 8 Murray Mexted |  | Lions Titulaires 15 Hugo MacNeill 14 Trevor Ringland 13 Rob Ackerman 12 David Irwin 11 Roger Baird 10 Ollie Campbell 9 Terry Holmes 1 Ian Stephens 2 Ciaran Fitzgerald (c) 3 Graham Price 4 Maurice Colclough 5 Bob Norster 6 Jeff Squire 7 Peter Winterbottom 8 Iain Paxton |

#### Match 2
| 18 juin 1983 | Nouvelle-Zélande                                                                      | 9-0 (0-0) | Lions | Athletic Park, Wellington 40 000 spectateurs Arbitre : F Palmade |
| 18 juin 1983 | Essai(s) : Loveridge Transformation(s) : Hewson Pénalité(s) : Hewson Drop(s) : Hewson |           |       | Athletic Park, Wellington 40 000 spectateurs Arbitre : F Palmade |
| 18 juin 1983 |                                                                                       |           |       | Athletic Park, Wellington 40 000 spectateurs Arbitre : F Palmade |

| Nouvelle-Zélande Titulaires 15 Allan Hewson 14 Stu Wilson 13 Steven Pokere 12 Warwick Taylor 11 Bernie Fraser 10 Wayne Smith 9 Dave Loveridge 1 John Ashworth 2 Andy Dalton (c) 3 Gary Knight 4 Gary Whetton 5 Andy Haden 6 Mark Shaw 7 Jock Hobbs 8 Murray Mexted |  | Lions Titulaires 15 Hugo MacNeill 14 John Carleton 13 David Irwin 12 Michael Kiernan 11 Roger Baird 10 Ollie Campbell 9 Roy Laidlaw 1 Staff Jones 2 Ciaran Fitzgerald (c) 3 Graham Price 4 Maurice Colclough 5 Bob Norster 6 John O'Driscoll 7 Peter Winterbottom 8 Iain Paxton John Beattie |

#### Match 3
| 2 juillet 1983 | Nouvelle-Zélande                                                      | 15-8 (6-4) | Lions                       | Carisbrook, Dunedin 30 000 spectateurs Arbitre : RG Byres |
| 2 juillet 1983 | Essai(s) : Wilson Transformation(s) : Hewson Pénalité(s) : Hewson (3) |            | Essai(s) : Baird Rutherford | Carisbrook, Dunedin 30 000 spectateurs Arbitre : RG Byres |
| 2 juillet 1983 |                                                                       |            |                             | Carisbrook, Dunedin 30 000 spectateurs Arbitre : RG Byres |

| Nouvelle-Zélande Titulaires 15 Allan Hewson 14 Stu Wilson 13 Steven Pokere 12 Warwick Taylor 11 Bernie Fraser 10 Wayne Smith 9 Dave Loveridge 1 John Ashworth 2 Andy Dalton (c) 3 Gary Knight 4 Gary Whetton 5 Andy Haden 6 Mark Shaw 7 Jock Hobbs 8 Murray Mexted Remplaçant : Arthur Stone |  | Lions Titulaires 15 Gwyn Evans 14 John Carleton 13 Michael Kiernan 11 John Rutherford 11 Roger Baird 10 Ollie Campbell 9 Roy Laidlaw 1 Staff Jones 2 Ciaran Fitzgerald (c) 3 Graham Price 4 Maurice Colclough 5 Steve Bainbridge 6 Jim Calder 7 Peter Winterbottom 8 Iain Paxton |

#### Match 4
| juillet 1983 | Nouvelle-Zélande                                                                                 | 38-6 (16-3) | Lions                     | Eden Park, Auckland 54 000 spectateurs Arbitre : RG Byres |
| juillet 1983 | Essai(s) : Haden Hewson Hobbs Wilson (3) Transformation(s) : Hewson (4) Pénalité(s) : Hewson (2) |             | Essai(s) : Campbell Evans | Eden Park, Auckland 54 000 spectateurs Arbitre : RG Byres |
| juillet 1983 |                                                                                                  |             |                           | Eden Park, Auckland 54 000 spectateurs Arbitre : RG Byres |

| Nouvelle-Zélande Titulaires 15 Allan Hewson 14 Stu Wilson 13 Steven Pokere 12 Warwick Taylor 11 Bernie Fraser 10 Ian Dunn 9 Dave Loveridge 1 John Ashworth 2 Andy Dalton (c) 3 Gary Knight 4 Gary Whetton 5 Andy Haden 6 Mark Shaw 7 Jock Hobbs 8 Murray Mexted Remplaçant : Arthur Stone |  | Lions Titulaires 15 Gwyn Evans 14 John Carleton 13 David Irwin 12 Michael Kiernan 11 Roger Baird 10 Ollie Campbell 9 Roy Laidlaw 1 Staff Jones 2 Ciaran Fitzgerald (c) 3 Graham Price 4 Maurice Colclough 5 Steve Bainbridge 6 John O'Driscoll 7 Peter Winterbottom 8 Iain Paxton Remplaçant : Hugo MacNeill Rob Ackerman |